# Тома, Михай (футболист)
Ми́хай Влэ́дуц То́ма (рум. Mihai Vlăduț Toma; родился 17 февраля 2007) — румынский футболист, полузащитник клуба «Стяуа».

## Клубная карьера
Уроженец Тырговиште, Тома стал игроком футбольной академии клуба «Стяуа» в 2020 году, перейдя туда из футбольной школы Дэнуца Комана. 31 октября 2023 года дебютировал в основном составе «Стяуа» в матче Кубка Румынии против «Оцелула». 3 декабря 2023 года дебютировал в румынской Лиге I в домашнем матче против «Оцелула».

## Карьера в сборной
Стоян выступал за сборные Румынии до 15, до 16 и до 17 лет.